# 瓦叶蝉属
瓦叶蝉属（学名：Waigara）是叶蝉科下的一个属。

## 下属物种
本属包括以下物种：
- 博宁瓦叶蝉 Waigara boninensis (Matsumura, 1914)
- Waigara planstyla Kim & Jung, 2021